# Ісіда Міцунарі
Ісі́да Міцуна́рі (яп. 石田三成, いしだみつなり; 1561 — 6 листопада 1600) — японський державний і політичний діяч, полководець періоду Сенґоку. Васал і адміністратор Тойотомі Хідейосі. Голова опікунської ради п'яти управителів при Тойотомі Хідейорі, сина Хідейосі. Один із головних упорядників всеяпонського земельного кадастру 1582 — 1598 років. Господар замку Саваяма (1595) і прилеглих володінь, доходом у 194 тисяч коку. Після смерті сюзерена вступив у конфлікт із Токуґавою Ієясу. Програв йому в Секіґахарській битві 1600 року, потрапив у полон і був страчений.

## Біографія
Народився 1561 в селі Ісіда повіту Саката провінції Омі. Його батько Ісіда Масацуґу був васалом роду Адзаї. Після знищення цього роду Одою Нобунаґою в 1573, Міцунарі поступив на службу до Тойотомі Хідейосі, одного з полководців Нобунаґи, який отримав колишні володіння Адзаї в нагороду.
У 1579—1582, під час кампанії Хідейосі проти роду Морі в регіоні Тюґоку, Міцунарі проектував плани взяття замків шляхом їх економічної блокади. Завдяки цьому Хідейосі зміг без великих втрат захопити великі фортеці Тотторі і Такамацу.
У 1583 відзначився у битві при Сідзуґатаке і увійшов до числа наближених осіб сюзерена. 1585 року його нагородили 5-м молодшим чиновницьким рангом та титулом Дзібу-но-сьо.
Добре розумівся на математиці і бухгалтерії. Цінуючи адміністративні якості молодого васала, Хідейосі доручив йому складання всеяпонського кадастру. 1585 року Міцунарі був призначений управителем торговельного міста Сакаї і підняв прибутки з місцевої торгівлі втричі.
Під час походу на острів Кюсю 1587 року Міцунарі був начальником комунікацій військ Хідейосі, а в ході Одаварської кампанії 1590 року керував захопленням ряду замків регіону Канто. Після кампанії він від імені Хідейосі займався перерозподілом земельних володінь та придушенням повстань у північнояпонській провінції Муцу. 
Протягом японських вторгнень в Корею 1592-1598 років Міцунарі перебував в головному штабі Хідейосі, в замку Наґоя на Кюсю. Він займався питаннями постачання і комунікацій, і неодноразово відвідував японські бази в Кореї. Оскільки війна нищила державну скарбницю, Міцунарі виступав за припинення бойових дій, в результаті чого нажив собі ворогів серед колег-полководців.
У 1595 отримав від Хідейосі замок Саваяма в провінції Омі та прилеглі землі, доходом 194 тисяч коку. Він налагодив економічне життя у своїх володіннях, знизив податки та проклав нові дороги, завдяки чому користувався популярністю серед місцевого населення.
Після смерті Тойотомі Хідейосі в 1598 році, Міцунарі очолив опікунську раду п'яти управителів при малолітньому Тойотомі Хідейорі, синові покійного сюзерена. Він намагався перешкоди зростанню впливу Токуґави Ієясу, голови ради п'яти старійшин, який прагнув стати новим правителем Японії. 
У 1599 уклав союз із західнояпонськими володарями Морі Терумото, Укітою Хідеїє, Конісі Юкінаґою та іншими для протидії Ієясу.
У 1600 війська обох противників зустрілися в битві при Секіґахара. Під час бою Міцунарі зрадив союзник Кобаякава Хідеакі, в результаті чого армія, очолювана Ієясу, здобула перемогу. Міцунарі потрапив у полон і був страчений 6 листопада 1600 року в районі набережної Рокудзьо, в Кіото. За переказами його закопали по шию у землю і повільно відтяли голову бамбуковою пилою.